# Robert Eyssen
Robert Eyssen (ur. 2 kwietnia 1892, zm. 31 marca 1960) – niemiecki wojskowy, kontradmirał. Podczas II wojny światowej dowodził krążownikiem pomocniczym HSK Komet.

## Odznaczenia
- Krzyż Rycerski Krzyża Żelaznego (1941)
- Krzyż Kawalerski II klasy Orderu Lwa Zeryngeńskiego (1918)
- Okucie do Krzyża Żelaznego I klasy (1940)
- Okucie do Krzyża Żelaznego II klasy (1939)
- Krzyż Żelazny I klasy (1920)
- Krzyż Żelazny II klasy (1914)